# Moisés Aldape
Moisés Aldape Chávez (né le 14 août 1981 à León) est un coureur cycliste mexicain, membre de l'équipe Tenis Stars. Il a couru pour Panaria-Navigare, puis Type 1 en 2008 et 2009. 

## Biographie
En 2001, Moisés Aldape Chávez participe aux championnats du monde sur route, à Lisbonne au Portugal. Il se classe 45e du contre-la-montre des moins de 23 ans.
Il devient coureur professionnel en 2005 dans l'équipe italienne Panaria-Navigare, avec laquelle il participe au Tour d'Italie 2006. Cette année-là, il compose l'équipe mexicaine lors de la course en ligne élites des championnats du monde à Salzbourg en Autriche, avec Julio Alberto Pérez Cuapio. Il en prend la 30e place.
En 2008 et 2009, Moisés Aldape court pour l'équipe Type 1. Il gagne une étape de la Cascade Classic et se classe troisième du Tour de Beauce, septième de l'International Cycling Classic et huitième du Tour de Géorgie. Il est sélectionné pour les Jeux olympiques à Pékin, où il est le seul représentant mexicain en cyclisme sur route. Il est 47e de la course en ligne.
Son frère Antonio est également coureur cycliste.

## Palmarès
- 2003
  - Trofeo Tosco-Umbro
  - Grand Prix de la ville de Montegranaro
  - Gran Premio Capodarco
- 2004
  - Trofeo Tosco-Umbro
  - Grand Prix de la ville de Montegranaro
  - Trophée international Bastianelli
  - Gran Premio Capodarco
  - Coppa Comune di Castelfranco
  - 2e du Grand Prix Colli Rovescalesi
- 2005
  - 2e de la Route Adélie de Vitré
- 2007
  - 2e du Gran Premio Industria e Commercio Artigianato Carnaghese
- 2008
  - 5e étape de la Cascade Classic
  - 3e du Tour de Beauce
- 2009
  - 4e étape de la Cascade Classic
- 2016
  - 2e du championnat du Mexique du contre-la-montre
  - 2e de la Ruta del Centro
- 2017
  - Tour du Michoacán :
    - Classement général
    - 1re et 4e étapes

  - 2e de la Ruta del Centro
- 2018
  - 3e étape de la Ruta del Centro
  - 2e de la Ruta del Centro

## Résultats sur le Tour d'Italie
- 2006 : non-partant (14e étape)

## Classements mondiaux
| Année            | 2005 | 2006 | 2007 | 2008 | 2009 | 2010 | 2011 | 2012 | 2013 | 2014 | 2015 | 2016 |
| ---------------- | ---- | ---- | ---- | ---- | ---- | ---- | ---- | ---- | ---- | ---- | ---- | ---- |
| UCI America Tour |      |      |      | 59e  |      | 365e |      |      |      |      | 376e | 326e |
| UCI Asia Tour    |      |      |      | 269e |      |      |      |      |      |      |      |      |
| UCI Europe Tour  | 220e | 406e | 782e |      |      |      |      |      |      |      |      |      |